# Salpingostylis
Salpingostylis (лат.) — монотипный род однодольных цветковых растений семейства Ирисовые (Iridaceae), включающий вид Salpingostylis coelestina (W.Bartram) Small. Выделен американским ботаником Джоном Канкелом Смолом в 1931 году.
Единственного представителя иногда включают в состав рода Tigridia.

## Распространение
Единственный вид является эндемиком штата Флорида (США).

## Общая характеристика
Луковичные геофиты. Многолетние травянистые растения.
Лист базальный, узкий.
Стрелка прямостоячая, изредка ветвящаяся.
Цветки поникающие, эффектные, по одному или двум в обвёртке.
Плод — обратнояйцевидная коробочка.
Число хромосом — 2n=28.